# Giro di Croazia 2018
Il Giro di Croazia 2018, settima edizione della corsa, valevole come evento dell'UCI Europe Tour 2018 categoria 2.HC, si svolse in sei tappe dal 17 al 22 aprile 2018 su un percorso di 1 074,5 km, con partenza da Osijek e arrivo a Zagabria, in Croazia. La vittoria fu appannaggio del bielorusso Kanstancin Siŭcoŭ, che completò il percorso in 26h51'12" precedendo l'olandese Pieter Weening e il kazako Yevgeniy Gidich.
Al traguardo di Zagabria 110 ciclisti, dei 131 partiti da Osijek, portarono a termine la competizione.

## Tappe
| Tappa  | Data      | Percorso                             | km      | Vincitore di tappa | Leader cl. generale |
| ------ | --------- | ------------------------------------ | ------- | ------------------ | ------------------- |
| 1ª     | 17 aprile | Osijek > Koprivnica                  | 227     | Niccolò Bonifazio  | Niccolò Bonifazio   |
| 2ª     | 18 aprile | Karlovac > Zara                      | 234,5   | Eduard Grosu       | Eduard Grosu        |
| 3ª     | 19 aprile | Traù > Biocovo/Sveti Jure            | 134     | Kanstancin Siŭcoŭ  | Kanstancin Siŭcoŭ   |
| 4ª     | 20 aprile | Ortopula > Cirquenizza               | 171     | Alessandro Tonelli | Kanstancin Siŭcoŭ   |
| 5ª     | 21 aprile | Porto Albona > Poklon/Monte Maggiore | 156,5   | Manuele Boaro      | Kanstancin Siŭcoŭ   |
| 6ª     | 22 aprile | Samobor > Zagabria                   | 151,5   | Paolo Simion       | Kanstancin Siŭcoŭ   |
| Totale | Totale    | Totale                               | 1 074,5 |                    |                     |

## Squadre e corridori partecipanti
| N.    | Cod. | Squadra                      |
| ----- | ---- | ---------------------------- |
| 1-6   | TBM  | Bahrain-Merida               |
| 11-17 | TFS  | Trek-Segafredo               |
| 21-27 | AST  | Astana Pro Team              |
| 31-37 | CJR  | Caja Rural-Seguros RGA       |
| 41-47 | CCC  | CCC Sprandi Polkowice        |
| 51-57 | GAZ  | Gazprom-RusVelo              |
| 61-68 | ABS  | Aqua Blue Sport              |
| 71-77 | ICA  | Israel Cycling Academy       |
| 81-87 | RNL  | Roompot-Nederlandse Loterij  |
| 91-97 | WVA  | WB Aqua Protect Veranclassic |

| N.      | Cod. | Squadra                         |
| ------- | ---- | ------------------------------- |
| 101-106 | TNN  | Team Novo Nordisk               |
| 111-117 | NIP  | Nippo-Vini Fantini-Europa Ovini |
| 121-127 | HCA  | Holowesko/Citadel               |
| 131-137 | BRD  | Bardiani CSF                    |
| 141-147 | MKT  | Meridiana Kamen Team            |
| 151-157 | LJU  | Ljubljana Gusto Xaurum          |
| 161-167 | MST  | MsTina Focus                    |
| 171-177 | ADR  | Adria Mobil                     |
| 181-187 | BSM  | Bicicletas Strongman            |

## Dettagli delle tappe

### 1ª tappa
- 17 aprile: Osijek > Koprivnica – 227 km

Risultati
| Pos. | Corridore         | Squadra      | Tempo    |
| ---- | ----------------- | ------------ | -------- |
| 1    | Niccolò Bonifazio | Bahrain-Mer. | 5h45'25" |
| 2    | Andrea Guardini   | Bardiani     | s.t.     |
| 3    | Eduard Grosu      | Nippo        | s.t.     |

| Pos. | Corridore         | Squadra      | Tempo    |
| ---- | ----------------- | ------------ | -------- |
| 1    | Niccolò Bonifazio | Bahrain-Mer. | 5h45'15" |
| 2    | Jon Božič         | Adria Mobil  | a 1"     |
| 3    | Andrea Guardini   | Bardiani     | a 4"     |

### 2ª tappa
- 18 aprile: Karlovac > Zara – 234,5 km

Risultati
| Pos. | Corridore       | Squadra | Tempo    |
| ---- | --------------- | ------- | -------- |
| 1    | Eduard Grosu    | Nippo   | 5h38'11" |
| 2    | Giacomo Nizzolo | Trek    | s.t.     |
| 3    | Riccardo Minali | Astana  | s.t.     |

| Pos. | Corridore       | Squadra | Tempo     |
| ---- | --------------- | ------- | --------- |
| 1    | Eduard Grosu    | Nippo   | 11h23'22" |
| 2    | Giacomo Nizzolo | Trek    | a 8"      |
| 3    | Riccardo Minali | Astana  | a 10"     |

### 3ª tappa
- 19 aprile: Traù > Biocovo/Sveti Jure – 134 km

Risultati
| Pos. | Corridore         | Squadra      | Tempo    |
| ---- | ----------------- | ------------ | -------- |
| 1    | Kanstancin Siŭcoŭ | Bahrain-Mer. | 3h51'32" |
| 2    | Pieter Weening    | Roompot      | a 4"     |
| 3    | Yevgeniy Gidich   | Astana       | a 49"    |

| Pos. | Corridore         | Squadra      | Tempo     |
| ---- | ----------------- | ------------ | --------- |
| 1    | Kanstancin Siŭcoŭ | Bahrain-Mer. | 15h15'10" |
| 2    | Pieter Weening    | Roompot      | a 8"      |
| 3    | Yevgeniy Gidich   | Astana       | a 47"     |

### 4ª tappa
- 20 aprile: Ortopula > Cirquenizza – 171 km

Risultati
| Pos. | Corridore          | Squadra  | Tempo    |
| ---- | ------------------ | -------- | -------- |
| 1    | Alessandro Tonelli | Bardiani | 3h56'57" |
| 2    | Enrico Barbin      | Bardiani | a 12"    |
| 3    | Jan Tratnik        | CCC      | s.t.     |

| Pos. | Corridore         | Squadra      | Tempo     |
| ---- | ----------------- | ------------ | --------- |
| 1    | Kanstancin Siŭcoŭ | Bahrain-Mer. | 19h12'19" |
| 2    | Pieter Weening    | Roompot      | a 8"      |
| 3    | Yevgeniy Gidich   | Astana       | a 47"     |

### 5ª tappa
- 21 aprile: Porto Albona > Poklon/Monte Maggiore – 156,5 km

Risultati
| Pos. | Corridore          | Squadra      | Tempo    |
| ---- | ------------------ | ------------ | -------- |
| 1    | Manuele Boaro      | Bahrain-Mer. | 4h15'54" |
| 2    | Łukasz Owsian      | CCC          | a 7"     |
| 3    | Alessandro Tonelli | Bardiani     | a 10"    |

| Pos. | Corridore         | Squadra      | Tempo     |
| ---- | ----------------- | ------------ | --------- |
| 1    | Kanstancin Siŭcoŭ | Bahrain-Mer. | 23h20'01" |
| 2    | Pieter Weening    | Roompot      | a 8"      |
| 3    | Yevgeniy Gidich   | Astana       | a 53"     |

### 6ª tappa
- 22 aprile: Samobor > Zagabria – 151,5 km

Risultati
| Pos. | Corridore     | Squadra  | Tempo    |
| ---- | ------------- | -------- | -------- |
| 1    | Paolo Simion  | Bardiani | 3h21'39" |
| 2    | Mirco Maestri | Bardiani | a 11"    |
| 3    | Eduard Grosu  | Nippo    | a 25"    |

| Pos. | Corridore         | Squadra      | Tempo     |
| ---- | ----------------- | ------------ | --------- |
| 1    | Kanstancin Siŭcoŭ | Bahrain-Mer. | 26h51'12" |
| 2    | Pieter Weening    | Roompot      | a 11"     |
| 3    | Yevgeniy Gidich   | Astana       | a 1'01"   |

## Evoluzione delle classifiche
| Tappa              | Vincitore          | Classifica generale Maglia rossa | Classifica a punti Maglia blu | Classifica scalatori Maglia verde | Classifica giovani Maglia bianca | Classifica a squadre   |
| ------------------ | ------------------ | -------------------------------- | ----------------------------- | --------------------------------- | -------------------------------- | ---------------------- |
| 1ª                 | Niccolò Bonifazio  | Niccolò Bonifazio                | Niccolò Bonifazio             | Emil Dima                         | Jon Božič                        | Ljubljana Gusto Xaurum |
| 2ª                 | Eduard Grosu       | Eduard Grosu                     | Eduard Grosu                  | Peter Koning                      | Jon Božič                        | Astana Pro Team        |
| 3ª                 | Kanstancin Siŭcoŭ  | Kanstancin Siŭcoŭ                | Eduard Grosu                  | Kanstancin Siŭcoŭ                 | Yevgeniy Gidich                  | Astana Pro Team        |
| 4ª                 | Alessandro Tonelli | Kanstancin Siŭcoŭ                | Eduard Grosu                  | Kanstancin Siŭcoŭ                 | Yevgeniy Gidich                  | Astana Pro Team        |
| 5ª                 | Manuele Boaro      | Kanstancin Siŭcoŭ                | Alessandro Tonelli            | Peter Koning                      | Yevgeniy Gidich                  | Bahrain-Merida         |
| 6ª                 | Paolo Simion       | Kanstancin Siŭcoŭ                | Eduard Grosu                  | Peter Koning                      | Yevgeniy Gidich                  | Bahrain-Merida         |
| Classifiche finali | Classifiche finali | Kanstancin Siŭcoŭ                | Eduard Grosu                  | Peter Koning                      | Yevgeniy Gidich                  | Bahrain-Merida         |

## Classifiche finali

### Classifica generale - Maglia rossa
| Pos. | Corridore          | Squadra      | Tempo     |
| ---- | ------------------ | ------------ | --------- |
| 1    | Kanstancin Siŭcoŭ  | Bahrain-Mer. | 26h51'12" |
| 2    | Pieter Weening     | Roompot      | a 11"     |
| 3    | Yevgeniy Gidich    | Astana       | a 1'01"   |
| 4    | Radoslav Rogina    | Adria Mobil  | a 1'18"   |
| 5    | Niklas Eg          | Trek         | a 1'27"   |
| 6    | Daniel Pearson     | Aqua Blue    | a 2'19"   |
| 7    | Artem Nych         | Gazprom      | a 3'27"   |
| 8    | Gianluca Brambilla | Trek         | a 3'37"   |
| 9    | Jonathan Lastra    | Caja Rural   | a 4'23"   |
| 10   | Domen Novak        | Bahrain-Mer. | a 4'38"   |

### Classifica a punti - Maglia blu
| Pos. | Corridore          | Squadra      | Punti |
| ---- | ------------------ | ------------ | ----- |
| 1    | Eduard Grosu       | Nippo        | 67    |
| 2    | Alessandro Tonelli | Bardiani     | 47    |
| 3    | Kanstancin Siŭcoŭ  | Bahrain-Mer. | 37    |
| 4    | Niccolò Bonifazio  | Bahrain-Mer. | 37    |
| 5    | Yevgeniy Gidich    | Astana       | 35    |

### Classifica scalatori - Maglia verde
| Pos. | Corridore          | Squadra      | Punti |
| ---- | ------------------ | ------------ | ----- |
| 1    | Peter Koning       | Aqua Blue    | 35    |
| 2    | Łukasz Owsian      | CCC          | 26    |
| 3    | Kanstancin Siŭcoŭ  | Bahrain-Mer. | 20    |
| 4    | Manuele Boaro      | Bahrain-Mer. | 15    |
| 5    | Alessandro Tonelli | Bardiani     | 15    |

### Classifica giovani - Maglia bianca
| Pos. | Corridore          | Squadra        | Tempo     |
| ---- | ------------------ | -------------- | --------- |
| 1    | Yevgeniy Gidich    | Astana         | 26h52'13" |
| 2    | R. Darío Acosta    | Bicicletas St. | a 3'40"   |
| 3    | Tadej Pogačar      | Ljubljana      | a 4'48"   |
| 4    | Johnatan Cañaveral | Bicicletas St. | a 6'01"   |
| 5    | Daniel Savini      | Bardiani       | a 29'17"  |

### Classifica a squadre
| Pos. | Squadra                                   | Tempo     |
| ---- | ----------------------------------------- | --------- |
| 1    | Bahrain-Merida                            | 80h52'22" |
| 2    | Bicicletas Strongman Colombia Coldeportes | a 5'17"   |
| 3    | Astana Pro Team                           | a 7'39"   |
| 4    | Adria Mobil                               | a 16'54"  |
| 5    | Roompot-Nederlandse Loterij               | a 20'01"  |